# Кесакли
Кесакли (узб. Kesakli / Кесакли) — посёлок городского типа, расположенный на территории Алатского района Бухарской области Республики Узбекистан.

В советское время носил название "имени Энгельса". Статус посёлка городского типа с 2009 года.